# Ì
Ì, ì (I с грависом) — буква расширенной латиницы.

## Использование
Используется в итальянском, литовском и гэльском языках, а также в языке луба и в романизации ISO 9, в которой используется для транслитерации кириллической буквы І.
В пиньине и во вьетнамском языке Ì обозначает I с падающим тоном.